# Presidio de Sonoma
Le presidio de Sonoma (El Presidio de Sonoma en espagnol, Sonoma Barracks en anglais) était un fort espagnol établi en 1836 en Californie, à l'ouest des États-Unis.